# Alfred Krajewski
Alfred Krajewski ps. „(Adam) Polesiński”, „Jasieńczyk” (ur. 7 lutego 1896 we Lwowie, zm. 2 stycznia 1955 w Penley) – pułkownik dyplomowany piechoty Wojska Polskiego.

## Życiorys
Urodził się 7 lutego 1896 jako syn Wincentyny. Podjął studia na Politechnice Lwowskiej, które prowadził do 1914.
Po wybuchu I wojny światowej wstąpił do Legionów Polskich i służył w 3 pułku piechoty w składzie II Brygady. Od 1 marca do 1 maja 1916 odbył kurs w legionowej Szkole Chorążych, po czym został chorążym piechoty. Brał udział w bitwie pod Kostiuchnówką na początku lipca 1916 został wzięty do niewoli rosyjskiej.
Po odzyskaniu przez Polskę niepodległości 8 listopada 1918 wstąpił do Wojska Polskiego. Został skierowany do Dowództwa Okręgu Generalnego Warszawa. Został zweryfikowany w stopniu kapitana ze starszeństwem z dniem 1 czerwca 1919. Ukończył II Kurs Normalny od 1921 do 1923 w Wyższej Szkole Wojennej w Warszawie i otrzymał dyplom naukowy oficera Sztabu Generalnego. Został mianowany majorem. Następnie był przydzielony do Oddziału IIIa Biura Ścisłej Rady Wojennej. Z dniem 15 marca 1927 roku został przeniesiony do Oddziału I Sztabu Generalnego. 29 stycznia 1929 roku został przeniesiony ze składu osobowego inspektora armii generała dywizji Kazimierza Sosnkowskiego do Oddziału III Sztabu Głównego. Został awansowany do stopnia podpułkownika piechoty z 1 stycznia 1930. 21 stycznia 1930 roku został przeniesiony do składu osobowego inspektora armii w Warszawie. Na liście starszeństwa z 1 lipca 1933 został zweryfikowany z 28. lokatą w korpusie oficerów piechoty ze starszeństwem z dniem 1 stycznia 1930. Od 13 lutego 1938 pełnił funkcję dowódcy 1 pułku Strzelców Podhalańskich (garnizon Nowy Sącz). Mianowany pułkownikiem piechoty 19 marca 1938. W drugiej połowie 1938 brał udział w zbrojnym zajęciu Zaolzia.
Po wybuchu II wojny światowej 1939 w okresie kampanii wrześniowej do 10 września 1939 sprawował stanowisko dowódcy 1 pspodh. W działaniach obronnych był dowódcą odcinka w rejonie Wysowej, gdzie działała 2 Brygada Górska. Po 10 września został wyznaczony na stanowisko dowódcy piechoty dywizyjnej 24 Dywizji Piechoty w składzie Armii „Karpaty”. Na zapleczu wycofującej się Armii „Kraków” 14 września 1939 był jednym z dowódców zwycięskiej bitwy pod Boratyczami (drugim dowódcą był gen. dyw. Kazimierz Fabrycy).
W toku późniejszych walk i w obliczu niepowodzenia walki obronnej płk Krajewski z częścią swojego pułku przekroczył granicę węgierską na Przełęczy Tatarskiej w dniach 24–27 września. Trafił do Rumunii, po czym w grudniu 1939 przedostał się na Węgry, gdzie przebywał wraz z polskimi uchodźcami. Tam zaangażował się w działalność konspiracyjną w Związku Walki Zbrojnej, od stycznia do lipca 1940 pełniąc na Węgrzech funkcję komendanta Wojskowej Bazy Wywiadowczo-Łącznikowej Nr 1 „Romek”. Działał pod pseudonimem „(Adam) Polesiński”, „Jasieńczyk”. Pod koniec 1940 przedostał się na teren Grecji, następnie do Turcji, gdzie nadal działał w ramach baz polskiej konspiracji. Od 1943 przebywał w Londynie, został oficerem Polskich Sił Zbrojnych na Zachodzie w sztabie Naczelnego Wodza PSZ.
Po zakończeniu wojny pozostał na emigracji w Wielkiej Brytanii, gdzie zmarł.

## Upamiętnienie
Pułkownik Alfred Krajewski został wymieniony na tablicy pamiątkowej, umieszczonej w kościele św. Kazimierza w Nowym Sączu w 1988, honorującej dowódców 1 Pułku Strzelców Podhalańskich.

## Ordery i odznaczenia
- Krzyż Niepodległości (12 maja 1931)[12][13]
- Krzyż Oficerski Orderu Odrodzenia Polski (11 listopada 1937)[14]
- Krzyż Kawalerski Orderu Odrodzenia Polski (10 listopada 1933)[15]
- Krzyż Walecznych (trzykrotnie)
- Złoty Krzyż Zasługi (19 marca 1931)[16]
- Odznaka Pamiątkowa Generalnego Inspektora Sił Zbrojnych (12 maja 1936)